# Hogna vulpina
Hogna vulpina este o specie de păianjeni din genul Hogna, familia Lycosidae. A fost descrisă pentru prima dată de C. L. Koch, 1847. Conform Catalogue of Life specia Hogna vulpina nu are subspecii cunoscute.